# Гаррон, Габриэль-Мари
Габриэль-Мари Гаррон (фр. Gabriel-Marie Garrone; 12 октября 1901, Экс-ле-Бен, Франция — 15 января 1994, Рим, Италия) — французский кардинал. Титулярный архиепископ Лемно и коадъютор архиепархии Тулузы, с правом наследования, с 24 апреля 1947 по 5 ноября 1956. Архиепископ Тулузы с 5 ноября 1956 по 24 марта 1966. Титулярный архиепископ Торри Нумидийской с 24 марта 1966 по 26 июня 1967. Про-префект Священной Конгрегации семинарий и университетов с 28 января 1966 по 17 января 1968. Префект Священной Конгрегации католического образования и великий канцлер Папского Григорианского университета с 17 января 1968 по 15 января 1980. Камерленго Священной Коллегии кардиналов с 27 июня 1977 по 30 июня 1979. Председатель Папского Совета по культуре с 20 мая 1982 по 19 апреля 1988. Кардинал-священник с 26 июня 1967, с титулом церкви Санта-Сабина с 29 июня 1967.